# Noble Nunatak
Noble Nunatak är en nunatak i Antarktis. Den ligger i Västantarktis. Inget land gör anspråk på området. Toppen på Noble Nunatak är 1 696 meter över havet.
Terrängen runt Noble Nunatak är en högslätt. Trakten är obefolkad. Det finns inga samhällen i närheten.